# Bactrocera qionganus
Bactrocera qionganus
 es una especie de insecto díptero que Chao y Lin describieron científicamente por primera vez en 1996. Esta especie pertenece al género Bactrocera de la familia Tephritidae. 